# قرار مجلس الأمن التابع للأمم المتحدة رقم 1319
قرار مجلس الأمن التابع للأمم المتحدة رقم 1319 اعتمد بالإجماع في 8 سبتمبر 2000، بعد التذكير بالقرارات السابقة بشأن تيمور الشرقية (تيمور - ليشتي)، طالب المجلس إندونيسيا باتخاذ خطوات لنزع سلاح المليشيات في الجزيرة وحلها بعد مقتل ثلاثة من موظفي الأمم المتحدة.
أشار مجلس الأمن إلى قلقه السابق بشأن العديد من اللاجئين من تيمور الشرقية الموجودين في مخيمات في تيمور الغربية. كما كانت الميليشيات حاضرة في المخيمات وترهيب اللاجئين والموظفين من مفوضية الأمم المتحدة لشؤون اللاجئين. وقد روعها مقتل ثلاثة من موظفي الأمم المتحدة في 6 سبتمبر 2000 على يد عصابة بقيادة الميليشيات، وأدينت الهجمات ضد الموظفين الدوليين في البلاد واللاجئين. كما قُتل عدد من اللاجئين في بيتون بتيمور الغربية، ورحب المجلس بإدانة ونيّة إجراء تحقيق من قبل إندونيسيا.
أصر القرار على أن تتخذ الحكومة الإندونيسية خطوات لنزع سلاح الميليشيات وحلها على الفور، واستعادة القانون والنظام، وضمان سلامة مخيمات اللاجئين والعاملين في المجال الإنساني ومنع التوغلات عبر الحدود. وشددت أيضا على تقديم المسؤولين عن الهجمات المسلحة على جزيرة تيمور إلى العدالة، ولا سيما مع وقوع انتهاكات جسيمة للقانون الإنساني الدولي.
ودُعيت السلطات الإندونيسية إلى ضمان العودة الآمنة للاجئين الذين سيعودون طوعًا إلى تيمور الشرقية وتلك التي لم يتم إعادة توطينهم. ولاحظ المجلس أن إندونيسيا قد نشرت قوات إضافية في تيمور الغربية، لكنه لاحظ أنه لا يمكن للعاملين في المفوضية العودة إلا إذا كانت هناك ضمانات موثوقة للسلامة. كان على إدارة الأمم المتحدة الانتقالية في تيمور الشرقية أن تستجيب بشكل عاجل لتهديد الميليشيات وفقا للقرار 1272 (1999).
وأخيرا، طُلب إلى الأمين العام كوفي عنان أن يقدم تقريرا إلى المجلس في غضون أسبوع عن الحالة في الجزيرة. وعقب اعتماد القرار 1319، وافق المجلس على إيفاد بعثة إلى المنطقة لمناقشة تنفيذه.